# 无穷降链
给定带有偏序≤的一个集合S，链V是无穷降链，就是说在V上的关系≤定义了全序的S的子集，使得V没有最小元素。其中，“最小元素”的定义是：我们称m为最小元素，当且仅当对于在V中所有元素n有着m ≤ n。
作为例子，在整数的集合中，链−1, −2, −3, ...是无穷降链，但是在自然数上没有无穷降链，所有自然数的链都有一个极小元素。
如果偏序集合不包含任何无穷降链，则称它为良基的。没有无穷降链的全序集合是良序的。